# Mireille Debard
Pour les articles homonymes, voir Debard.
Mireille Debard, né le 24 septembre 1935 à Oullins, est une militante, une journaliste et une autrice française.

## Biographie
En 1967, elle est cofondatrice et secrétaire du Groupe lyonnais de soutien aux « renvoyeurs » du livret militaire, rebaptisé en 1969 Groupe d'action et de résistance à la militarisation (GARM).
La Lettre des objecteurs mentionne régulièrement son adresse comme contact pour le renvoi des livrets militaires.
Le 6 avril 1972, son mari, Robert Debard (1935-2006), et onze autres militants brûlent publiquement leurs livrets militaires en soutien à François Janin et Jean-Michel Fayard, objecteurs de conscience dont le statut a été refusé et qui sont emprisonnés pour insoumission ,.
Le 13 mai 1972, avec une vingtaine de militants du Garm et du groupe de Romans Objection et résistance, elle intervient en gare de Valence (Drôme). Ils s'enchaînent à un train espagnol et devant lui. Ils réclament un statut pour les objecteurs espagnols et dénoncent l'accord de coopération militaire franco-espagnol et la collaboration en matière de répression politique,. Le même jour, d’autres groupes bloquent plusieurs fois le train sur son parcours. Elle est condamnée à une amende avec Jean-Pierre Lanvin, Christian Mellon, Dominique Mellon, Didier Van Cothem et Olivier Brachet,.
Quatre chefs d’inculpation sont signifiés à douze personnes : injures envers l'armée, incitation de militaires à la désobéissance, provocation à la désertion et à l'insoumission, incitation à autrui pour bénéficier du code du service national dans le but exclusif de se soustraire à ses obligations militaires. Ces inculpations visent des militants du Garm dont Mireille Debard et Paulette Declipelleir, la trésorière, ainsi que Henri Leclerc, gérant de la SARL Imprimerie presse nouvelle qui a imprimé les tracts incriminés. C’est la première fois depuis quatre-vingt-dix ans qu’un imprimeur va être jugé comme complice de diffuseurs d’imprimés. Les quatre tracts sont aussitôt réimprimés dans un numéro spécial de la Lettre des objecteurs. Le 12 février 1974, trois-cents personnes se massent pour assister à l’audience. L'éditeur François Maspero témoigne. La défense fait état de quatre cents lettres de soutien dont celles de Pierre Mendès France, de Daniel Mayer, président de la Ligue des droits de l’Homme. Les prévenus sont condamnés à des amendes. L'imprimeur est relaxé en appel.
Mireille Debard et des membres du Garm et d'autres groupes assistent régulièrement aux audiences du Tribunal permanent des forces armées de Lyon. Une circulaire interne définit les objectifs du Garm : informer la presse, comparer avec les sanctions dans le civil, inciter à un meilleur travail les avocats commis d’office, dégager la signification politique des faits reprochés, améliorer le rapport de force avocats-juges. Des tableaux numériques sur les types d'inculpations et les sentences sont régulièrement publiés. Mireille Debard et le journaliste de Libération Jean-Luc Hennig publient Les Juges kaki, un dossier de près de 300 pages, illustré par Cabu et préfacé par Michel Foucault, avec de nombreux verbatim d’audiences dans tous les tribunaux en France et à Landau, en Allemagne, pour les soldats stationnés dans ce pays.
Le 11 novembre 1977, une parodie du quotidien lyonnais Le Progrès paraît avec le sous-titre « Pirate, journal antimilitariste » et son prix « 0,00 franc ; Suisse : pareil ». Il contient des articles rédigés par de nombreux mouvements de la mouvance antimilitariste. Une quarantaine de personnes, dont Mireille Debard, s'affichent comme directrices de publication. Le Progrès porte plainte et la police investit pendant cinq heures les Ateliers d'impression presse nouvelle et saisit les plaques offset du journal pirate.
Elle travaille comme journaliste judiciaire environ de 1978 à 1998, notamment lors du procès de Klaus Barbie. Elle est collaboratrice de l'Agence France-Presse, de Libération, de Libération Lyon, de Les Petites Affiches et de Le fou parle.
En 1981, elle est co-solidaire de la publication Avis de recherche consacrée au soutien des appelés insoumis au service militaire.
Dans Comparutions immédiates, Mireille Debard, André Gachet, Chantal Pidoux et David Bernardot recensent 500 audiences de la 14e chambre correctionnelle du tribunal de grande instance de Lyon réservée aux comparutions immédiates et suivies, en 2007, par le Conseil lyonnais pour le respect des droits.
En 2020, elle publie Là, son autobiographie où elle évoque notamment ses multiples engagements religieux, sociaux et politiques, son itinéraire intellectuel, sa famille et ses amis.

## Œuvres
- Mireille Debard et Jean-Luc Hennig (préf. Michel Foucault, ill. Cabu), Les Juges kakis, Paris, Éditions Alain Moreau, 1977.
- Mireille Debard, L'Enfant au tribunal, Hallier, 1979, 306 p. (ISBN 978-2-86297-028-8).
- Mireille Debard, Dossiers classés : Enquête sur des non-lieux pour état de démence, Paris, Albin Michel, 1982 (ISBN 978-2-226-01463-4)
- Mireille Debard, Itinéraires d'insertion. De la maladie mentale au travail ordinaire, Lyon, Chronique Sociale, 6 mars 2001, 155 p. (ISBN 2-85008-411-5)
- Contribution à : Bernard Bolze (dir.) (préf. Jean-Marie Delarue), Prisons de Lyon, une histoire manifeste, Lieux Dits, septembre 2013, 224 p. (ISBN 978-2-36219-082-7).
- André Boiron et Mireille Debard (préf. François Saint-Pierre), T'en auras les reins brisés, EMCC, octobre 2014, 160 p. (ISBN 978-2-35-740358-1).
- André Gachet, Mireille Debard, Chantal Pidoux et David Bernardot, Comparutions immédiates, CLRD, 2008, 35 p..
- Mireille Debard (préf. Judith Le Mauff et Thierry Renard), Là - Le choix d'une vie : souvenirs d'engagements, Genouilleux, La Passe du Vent, septembre 2020, 192 p. (ISBN 978-2-84-562362-0).
- Muriel Ferrari (préf. Edmond Vidal et Mireille Debard, postface Lilian Mathieu et Bernard Bolze), Je voulais vous dire : récit de vie, Genouilleux, La Passe du Vent, juillet 2016, 157 p. (ISBN 978-2-84562-292-0).